# Stretto di Luzon
Lo stretto di Luzon è un braccio di mare dell'oceano Pacifico occidentale.
Lo stretto mette in comunicazione il mar delle Filippine a est con il mar Cinese meridionale a ovest ed è delimitato a nord dall'isola di Taiwan e a sud dall'isola di Luzon dell'arcipelago delle Filippine. 
Lo stretto è costituito da 3 canali marini. Il canale di Bashi a nord separa l'isola di Taiwan dalle isole Batan, il canale di Balintang a centro separa le isole Batan dalle isole Babuyan ed il canale Babuyan a sud separa le isole Babuyan dall'isola di Luzon. Lo stretto ha una ampiezza di circa 320 km ed è un'importante via di comunicazione marittima.